# Ле Берр, Жак
Жак ле Берр (фр. Jacques le Berre; 21 сентября 1937, Эльян, Финистер — 2 декабря 2024, Амьен) — французский дзюдоист, чемпион (1963, 1964, 1965), серебряный (1960, 1961) и бронзовый (1964—1966) призёр чемпионатов Франции, чемпион (1959, 1962, 1964) и серебряный призёр (1961, 1965) чемпионатов Европы, серебряный (1960) и бронзовый (1964) призёр командных чемпионатов Европы, участник летних Олимпийских игр 1964 года в Токио. Выступал в средней (до 80 кг), полутяжёлой (до 93 кг) и абсолютной весовых категориях.
На Олимпиаде француз на групповой стадии победил костариканца Орландо Мадригала, но проиграл западно-германскому спортсмену Вольфгангу Хофманну и выбыл из борьбы за медали.